# Die Doppelhelix

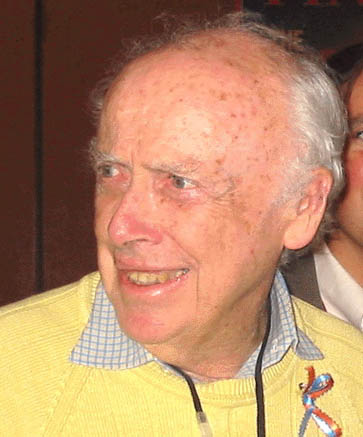
James D. Watson

Die Doppelhelix (im Original The Double Helix) ist ein 1968 veröffentlichtes Sachbuch des Nobelpreisträgers James D. Watson, in dem dieser die Geschichte der Aufdeckung der Doppelhelix-Struktur der DNA, an der er selbst maßgeblich beteiligt war und für die 1962 der Medizin-Nobelpreis vergeben wurde, aus seiner Sicht erzählt. Dieses Sachbuch löste heftige Kontroversen aus und wurde in viele Sprachen übersetzt. Es rangiert bei der Modern Library auf Platz 7 der 100 Best Nonfiction, die deutsche Übersetzung zählt zur ZEIT-Bibliothek der 100 Sachbücher.

## Inhalt

Struktur des DNS-Moleküls

Der Autor James D. Watson beginnt mit der Vorstellung der wesentlichen Protagonisten Francis Crick, Maurice Wilkins, Rosalind Franklin und Linus Pauling. Mit einem Stipendium  zum Studium der Biochemie des DNS-Moleküls ausgestattet befand er sich zunächst in Kopenhagen, um dort Biochemie zu lernen. Nachdem er auf einer Tagung in Neapel eine röntgenkristallographische Aufnahme von kristallisierter DNS gesehen hatte, beschloss er nach Cambridge zu gehen, wo die Röntgenstrukturanalyse unter ihrem Begründer und damaligem Laboratoriumsdirektor Lawrence Bragg ein wichtiges Forschungsgebiet war. Das Buch beschreibt die nun folgenden zwei Jahre bis zum Erscheinen des berühmten Nature-Artikels Molecular Structure of Nucleic Acids: A Structure for Deoxyribose Nucleic Acid im April 1953, in dem die vollständige Struktur des Moleküls auf zwei Seiten beschrieben wurde, als einen Wettlauf um den Nobelpreis (The Big One), wobei der stärkste Rivale, Linus Pauling am Caltech, mit dem Vorschlag eines Alphahelixmodells ins Rennen eingetreten war. Das DNS-Molekül wurde außerdem von  Maurice Wilkins und Rosalind Franklin, mit denen ein wissenschaftlicher Austausch stattfand, am King’s College London röntgenologisch untersucht.
Watson und Crick, die sich in Cambridge ein Büro teilten, versuchten sich an der Konstruktion chemischer Modelle, die aus mehreren Ketten aufgebaut waren, wobei deren Anzahl anfangs nur zwischen eins und vier vermutet werden konnte. Auch war unklar, was diese Ketten zusammenhalten sollte, zunächst wurden Salzbrücken vermutet. Ein Modell mit drei Ketten wurde für einen Durchbruch gehalten, jedoch nach Begutachtung von Wilkins und Franklin wegen zu vieler Mg++-Ionen wieder verworfen. Ein Brief Paulings an seinen ebenfalls in Cambridge studierenden Sohn Peter Pauling sorgte wegen der darin enthaltenen Ankündigung der Lösung des DNS-Problems für Aufregung, doch als dann später das Manuskript eintraf, war schnell klar, dass der dort beschriebenen dreikettigen Helix die Säureeigenschaft fehlte. Über diesen „Schnitzer“ heißt es im Buch: „Hätte ein Student einen solchen Bock geschossen, dann hätte man ihn für unfähig gehalten, von der chemischen Fakultät am Caltech zu profitieren.“
Watson beschreibt eindringlich, wie er zusammen mit Crick die Arbeit nun nach Paulings Fehlversuch intensivierte, da dieser sicher dasselbe täte, und wie sie sich schrittweise nicht ohne Rückschläge dem Ziel näherten. Dabei spielten die aus den 1940ern stammenden Chargaffschen Regeln, nach denen die Basen Adenin und Thymin einerseits und Cytosin und Guanin anderseits gleichhäufig in untersuchten DNS-Proben vorkommen, eine wichtige Rolle. Diese vier Basen wollten zunächst nicht recht ins Modell passen, insbesondere nicht, nachdem man auf Grund einer Röntgenaufnahme Franklins zu dem Schluss gekommen war, dass das Molekül zwei außenliegende, spiralige Ketten haben müsste. Schließlich gelang es, nach Berücksichtigung tautomerer Strukturen, die beiden Basenpaarungen, jeweils durch Wasserstoffbrücken verbunden, in das Doppelstrang-Modell unter Beachtung komplexer stereochemischer Restriktionen so einzupassen, dass es nun nur noch einer röntgenstrukturanalytischen Bestätigung bedurfte. Das führte schließlich zur bereits oben erwähnten Veröffentlichung in Nature.

## Kritik
Lawrence Bragg empfiehlt im von ihm verfassten Vorwort: „Wer in diesem Buch vorkommt, muss es in sehr versöhnlicher Stimmung lesen“. Schon das erste Kapitel beginnt mit dem Satz „Ich habe Francis Crick nie bescheiden gesehen“. Des Weiteren wird Cricks auffälliges Lachen despektierlich
beschrieben so wie an späterer Stelle ein unschöner Streit zwischen Crick und Bragg über dessen angebliche Verwendung einer von Cricks Ideen. Auch mit anderen Personen, sowie mit sich selbst, geht Watson nicht immer rücksichtsvoll um. Bei der Darstellung Rosalind Franklins wurde Watson Sexismus vorgeworfen, insbesondere das als gespannt beschriebene Verhältnis zwischen ihr und Wilkins ist auf Ablehnung gestoßen. Im Epilog räumt Watson in der Tat ein, dass sich seine „ersten (in diesem Buch festgehaltenen) Eindrücke von ihr – sowohl in persönlicher als auch in wissenschaftlicher Hinsicht – weitgehend als falsch erwiesen haben“.

## Bemerkungen
Das Buch war zunächst unter dem Titel The Honest Jim ‚Der ehrenwerte Jim‘ geplant, aber dessen Veröffentlichung wurde auf Grund von Protesten Cricks, der das Manuskript kannte und mit einer Klage drohte, von der Harvard University Press abgelehnt. Die New York Times brachte dazu eine Titelstory A book that couldn’t go to Harvard. Es erschien dann 1968 bei Weidenfeld & Nicolson unter dem Titel The Double Helix mit dem Untertitel A Personal Account of the Discovery of the Structure of DNA ‚Ein persönlicher Bericht über die Entdeckung der DNS-Struktur‘. Die erste deutsche Übersetzung erschien 1969 beim Rowohlt Verlag und war 7 Wochen lang im selben Jahr auf dem Platz 1 der Spiegel-Bestsellerliste. Thomas Kerstan nahm das Buch 2018 in seinen Kanon für das 21. Jahrhundert auf, einer Auswahl von Werken, die seines Erachtens „jeder kennen sollte“.
In einer BBC-Produktion wurde das Buch 1987 als Life Story (in den USA als The Race for the Double Helix bekannt) unter der Regie von Mick Jackson mit Jeff Goldblum in der Rolle Watsons verfilmt, der deutsche Filmtitel lautet Der Wettlauf zum Ruhm. Als der kanadische Regisseur David Cronenberg den horroresken Science-Fiction-Film Die Fliege von 1986 drehte, zog Cronenberg für die Filmhandlung reichlich Inspiration aus dem Sachbuch Die Doppelhelix. In dem Horrorfilm Gremlins 2 – Die Rückkehr der kleinen Monster des Regisseurs Joe Dante von 1990 sieht man während der Szene, in der die kleinen Monster ein biologisches Forschungslabor zerstören, einen Gremlin, der das Sachbuch Die Doppelhelix im englischen Original liest.